# Tout va bien ! The Kids Are All Right
Pour les articles homonymes, voir Tout va bien (homonymie).
Cet article possède un paronyme, voir The Kids Are Alright.
Pour plus de détails, voir Fiche technique et Distribution.
Tout va bien ! The Kids Are All Right (The Kids Are All Right), ou Une famille unique au Québec et au Nouveau-Brunswick, est un film dramatique américain de Lisa Cholodenko sorti en 2010.

## Synopsis
Nic et Jules, deux femmes mariées ensemble, vivent avec leurs deux enfants dans le sud de la Californie. Leur vie paisible est chamboulée quand Laser, quinze ans, demande à sa sœur Joni, dix-huit ans, de faire des démarches pour retrouver leur père biologique. Les deux adolescents font alors la connaissance de Paul, un restaurateur à l'esprit libre, qui, plus jeune, donnait son sperme. Les deux mères n'ont alors pas d'autre choix que de faire sa connaissance et de lui faire une petite place dans leur famille unie. Toutefois, quand Jules accepte de travailler à refaire l'aménagement paysager chez Paul, l'équilibre du cocon familial est mis à rude épreuve.

## Fiche technique
- Titre original : The Kids Are All Right
- Titre français : Tout va bien ! The Kids Are All Right
- Titre québécois : Une famille unique
- Réalisation : Lisa Cholodenko
- Scénario : Lisa Cholodenko, Stuart Blumberg
- Musique : Carter Burwell
- Pays d'origine :  États-Unis
- Langue originale : anglais
- Durée : 107 minutes (1 h 47)
- Dates de sortie : 
  - États-Unis  : 25 janvier 2010 (première au Festival de Sundance) ; 9 juillet 2010 (sortie limitée) ; 30 juillet 2010 (sortie nationale)
  - Canada : 9 juillet 2010 (sortie limitée : Toronto) ; 16 juillet 2010 (sortie nationale)
  - France : 10 septembre 2010 (Festival de Deauville) ; 6 octobre 2010 (sortie nationale)

## Distribution

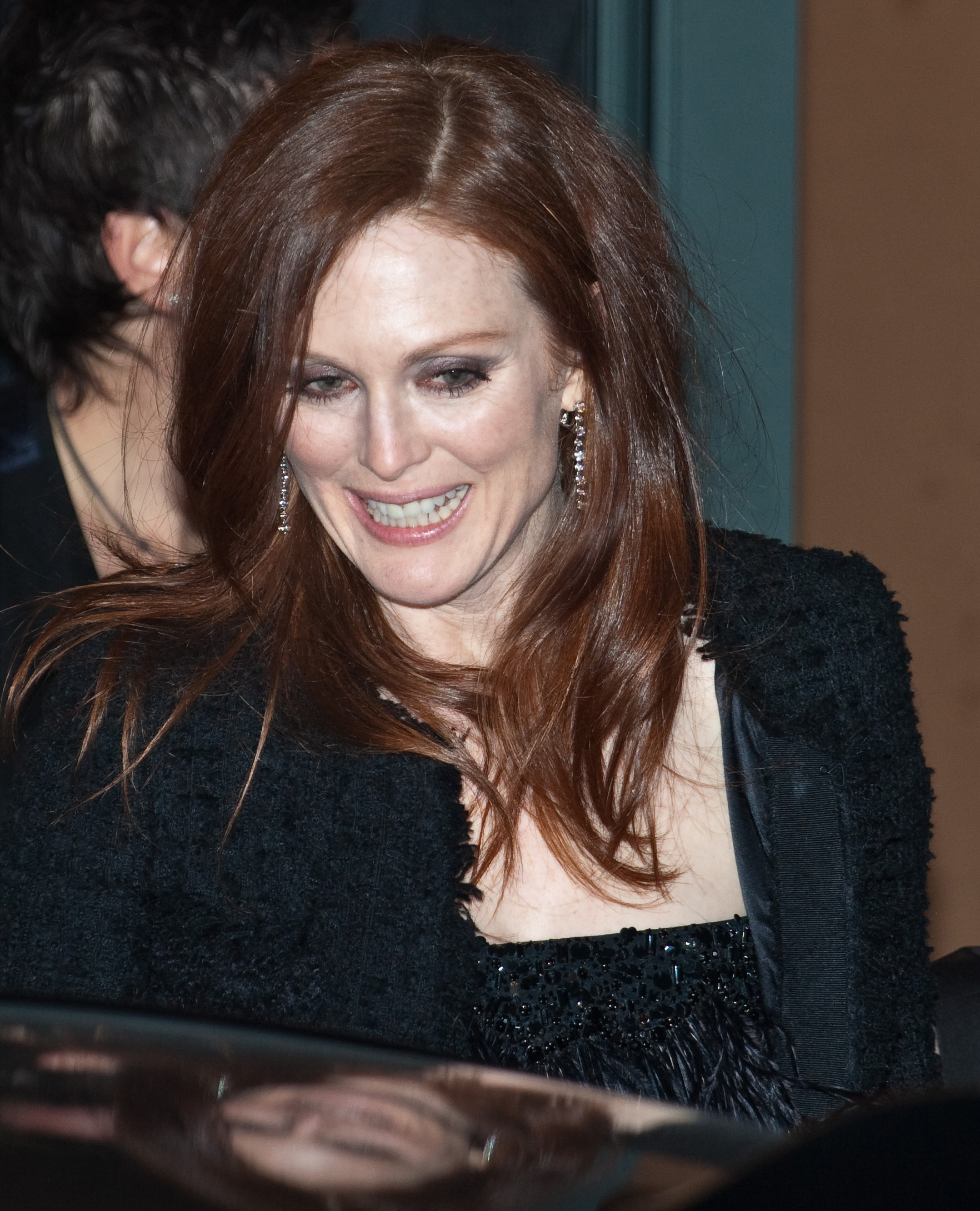
L'actrice Julianne Moore, à la Berlinale 2010, pour la présentation du film.

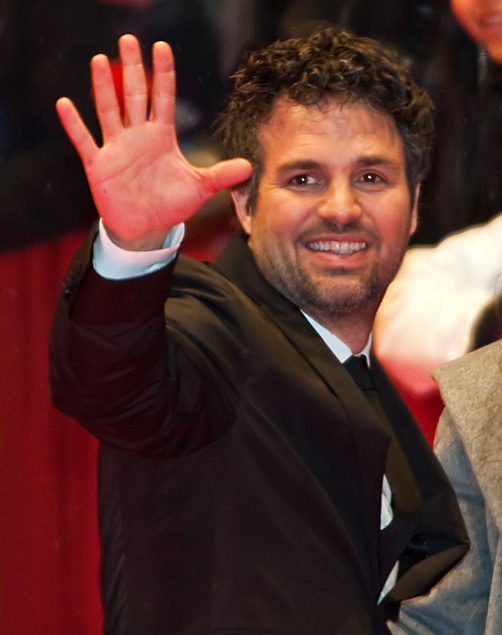
Et l'acteur Mark Ruffalo, également à la Berlinale.

- Julianne Moore (VF : Juliette Degenne ; VQ : Marie-Andrée Corneille) : Jules
- Annette Bening (VF : Pauline Larrieu ; VQ : Claudine Chatel) : Nic
- Mark Ruffalo (VF : David Macaluso ; VQ : Sylvain Hétu) : Paul
- Mia Wasikowska (VF : Karine Foviau ; VQ : Romy Kraushaar-Hébert) : Joni
- Josh Hutcherson (VF : Julien Bouanich ; VQ : Xavier Dolan) : Laser
- Yaya DaCosta (VQ : Annie Girard) : Tanya
- Eddie Hassell (VQ : Éric Bruneau) : Clay
- Zosia Mamet (VF : Dorothée Pousséo) : Sasha
- Kunal Sharma (VF : Michaël Gregorio) : Jai
- Rebecca Lawrence : Brooke
- Sasha Spielberg : la fille maigre

## Thèmes abordés
La bisexualité est un thème central de ce film, au point que le New York Times le mentionne, au même titre que la chanson I Kissed a Girl de Katy Perry, comme particulièrement représentatif de la bisexualité féminine dans la culture populaire contemporaine.

## Distinctions

### Récompenses
- Berlinale 2010 : Teddy Award du meilleur film
- Golden Globes 2011 : Golden Globe du meilleur film musical ou de comédie

### Nominations
- Oscars 2011 : Oscar du meilleur film, Oscar de la meilleure actrice pour Annette Bening, Oscar du meilleur acteur dans un second rôle pour Mark Ruffalo, et Oscar du meilleur scénario original pour Lisa Cholodenko

## Autour du film
En février 2013, un groupe de manifestants nationalistes et ultra-orthodoxes rattaché au groupe Noua Dreaptă interrompt une projection du film au musée du Paysan roumain de Bucarest, insultant le public et empêchant la projection du film tandis que la police n'intervient pas. Les organisateurs portent plainte, et la Roumanie est condamnée pour discrimination par la Cour européenne des droits de l'homme le 1er juin 2021 dans l’arrêt Association ACCEPT and Others v. Romania.